# Expedición 33
La Expedición 33 fue la 33.ª estancia de larga duración en la Estación Espacial Internacional.

## Tripulación
| Posición             | Primera parte (Septiembre de 2012)           | Segunda parte (Septiembre de 2012 a noviembre de 2012) |
| -------------------- | -------------------------------------------- | ------------------------------------------------------ |
| Comandante           | Sunita Williams, NASA Segundo vuelo espacial | Sunita Williams, NASA Segundo vuelo espacial           |
| Ingeniero de vuelo 1 | Yuri Malenchenko, RSA Quinto vuelo espacial  | Yuri Malenchenko, RSA Quinto vuelo espacial            |
| Ingeniero de vuelo 2 | Akihiko Hoshide, JAXA Segundo vuelo espacial | Akihiko Hoshide, JAXA Segundo vuelo espacial           |
| Ingeniero de vuelo 3 |                                              | Kevin A. Ford, NASA Segundo vuelo espacial             |
| Ingeniero de vuelo 4 |                                              | Oleg Novitskiy, RSA Primer vuelo espacial              |
| Ingeniero de vuelo 5 |                                              | Evgeny Tarelkin, RSA Primer vuelo espacial             |

FuenteNASA